# 黒田寛一
黒田 寛一（くろだ かんいち、1927年〈昭和2年〉10月20日 - 2006年〈平成18年〉6月26日）は、日本革命的共産主義者同盟革命的マルクス主義派（革マル派）の最高指導者。いわゆる「反帝国主義・反スターリン主義」を定式化し、提唱した。
通称クロカン。筆名は山本勝彦、牧野勝彦など。なお、「寛一」は「かんいち」と読まれるが、本名は「ひろかず」であり、最初の著作である『ヘーゲルとマルクス－技術論と史的唯物論序説』（理論社、1952年）では著者名に「くろだ ひろかず」とルビが振られている。

## 経歴・人物
東京都府中市出身。実家は府中市の有力な地主で、府中のけやき並木と甲州街道のちょうど角に立派な邸宅を構えていた。曾祖父・尚雄（なおたけ・1847年＝弘化4年生まれ）は三多摩自由党などで活動した自由民権運動家、祖父・尚寛（なおひろ・1869年＝明治2年生まれ）は東京帝国大学医学部から東京大学病院勤務を経て黒田医院を開業した（現在は閉院）。父・要（かなめ・1903年＝明治36年生まれ）も医師の傍ら、府中市議会議員を歴任し議長も務めた。
旧制東京高等学校では理科乙類（ドイツ語の医学部進学課程）と蹴球（サッカー）部に属し、網野善彦、城塚登、氏家斉一郎とは仲間だった。肝臓病と皮膚結核にかかったため、東京高校を中退し、自宅で勉強した。その後、結核が目に及び、視力が極度に悪くなった。
東京高校の中退後、出版社「こぶし書房」を自営。その傍らマルクス主義の研究・著作を重ね、その研究サークルである「弁証法研究会」（ミニコミ誌『探究』）を発展させる形で太田龍らとともに「日本トロツキスト連盟」を結成する。そして、この太田派の離脱によって、1957年12月、「革命的共産主義者同盟」（革共同）の議長に就任する（いわゆる「第一次革共同分裂」）。
しかし、れんだいこによると、1959年初頭に「大川」という人物が日本民主青年同盟の情報を警視庁公安部に売ろうと提案し、黒田もそのことを認めていたのではないかという疑いが発覚する（黒田・大川スパイ問題）。
これは未遂に終わったが、その後、黒田寛一は革共同から日本共産党の宮本顕治と同類とみなされるようになった。同年8月の革共同第一回大会で「スパイ行為という階級的裏切り」として革共同から除名された。
このとき、黒田とともに「革命的マルクス主義グループ」（RMG）の実務を担っていた本多延嘉は、一貫して黒田を弁護した。本多は除名された黒田の後を追って革共同を離党し、黒田とともに「革命的共産主義者同盟全国委員会」を結成した（いわゆる「革共同第二次分裂」）。
その後、『週刊新潮』（1959年7月発行）の紙面に「全学連を指導する盲目教祖」として初めてマスコミに登場する。女性週刊誌の紙面では、黒田の妹が黒田の私生活ぶりを証言したりもした。
1962年の第6回参議院議員通常選挙では、全国区に党公認で選挙に出馬するが、落選する。その時の黒田の得票数は2万余りで、大日本愛国党総裁の赤尾敏が12万票余りを獲得したのと比べれば大惨敗であった。これを受けて6月に、「黒寛教祖を仰ぐ狂信的宗教団体マル学同の暴挙を許すな」という共同声明が清水幾太郎、香山健一、森田実、吉本隆明など数10名によって提出された。
その後、情勢認識や党建設方針をめぐって本多派と対立を深め、1963年2月に黒田らのグループが革共同全国委員会から集団で抜けて、新たな組織「日本革命的共産主義者同盟革命的マルクス主義派」（革マル派）を旗揚げする。一方、残された本多らの率いるグループは「革共同全国委員会」の主導権をそのまま握り、その後、現在の「中核派」になっていく（いわゆる「革共同第三次分裂」）。
その後、「革マル派」の最高指導者として長く君臨し、1996年10月、健康上の問題を理由に革マル派の議長を辞任するものの、死去するまで「革マル派」の最高指導者であり続けたが、2006年6月26日、埼玉県春日部市の病院にて肝不全のため死去。享年78。
黒田の死去後、しばらくはその死が秘匿された。同年8月10日共同通信、産経新聞が報道し、翌8月11日朝日、読売、毎日その他各紙も「関係者の話」として死去を伝えた。これを受けて8月12日革マル派議長植田琢磨が記者会見し、革マル派として死去を確認した。革マル派機関紙『解放』は第1932号（2006年8月28日）で逝去特集を組み、革マル派刊行物として公式に死去を伝えた。
日本政治思想史を研究する原武史によると、東京都八王子市の南多摩霊園23区に墓所があり、墓石にはただ一文字、「闘」という漢字が彫られているという。

## 思想
帝国主義とされるアメリカと、スターリン主義とされるソ連、中国、北朝鮮を厳しく批判していた。

## エピソード
- 集会では、黒田の演説を録音したテープが流された。黒田自身が、公の前に姿を現すことはほとんどなく、1967年を最後に黒田が政治集会等の表舞台で姿を現すことはなくなった。黒田が外出できない代わりを務めたのが松崎明だった[5]。
- 黒田の設立した出版社「こぶし書房」からは、黒田自身の多数の哲学書が刊行されている。それらは現在でも革マル派メンバーの必読書とされているが、その内容は難解である[1]。また青年時代の黒田に思想的影響を与えた多くの愛読書は、黒田自身の監修による『こぶし文庫』全60巻として刊行されたが、その多彩な書目から若き日の旺盛な知的関心が窺われる。

## 著作

### 単著
- 『ヘーゲルとマルクス－技術論と史的唯物論序説』（理論社、1952年）
- 『経済学と弁証法』（人生社、1956年）
- 『社会観の探求－マルクス主義哲学の基礎』（理論社、1956年）
- 『スターリン主義批判の基礎－＜スターリン批判＞の批判』（人生社、1956年）
- 『現代における平和と革命』（現代思潮社、1959年）
- 『何を、どう読むべきか？』（こぶし書房、1959年）
- 『逆流に抗して』（こぶし書房、1960年）
- 『プロレタリア的人間の論理－「資本の生産過程」の基底にあるもの』こぶし書房、1960年11月10日。NDLJP:3037730。
- 『社会観の探求』（現代思潮社、1961年）
- 『組織論序説』こぶし書房、1961年4月1日。NDLJP:3024741。
- 『マルクス主義形成の論理』（こぶし書房、1961年）
- 『宇野経済学方法論批判』（現代思潮社、1962年）
- 『ヒューマニズムとマルクス主義』こぶし書房、1963年9月1日。NDLJP:3024802。
- 『資本論以後百年』（こぶし書房、1967年）
- 『現代唯物論の探求』（こぶし書房、1968年）
- 『日本の反スターリン主義運動・２』（こぶし書房、1968年）
- 『ヘーゲルとマルクス』（現代思潮社、1968年）
- 『革命的マルクス主義とは何か』こぶし書房、1969年。NDLJP:12241332。
- 『スターリン批判以後』（現代思潮社、1969年）
- 『日本の反スターリン主義運動・１』（こぶし書房、1969年）
- 『現代中国の神話』こぶし書房、1970年。NDLJP:12177310。
- 『毛沢東神話の破壊』こぶし書房、1970年。NDLJP:12243748。
- 『読書のしかた』（こぶし書房、1970年）
- 『日本左翼思想の転回』（こぶし書房、1970年）
- 『唯物史観と変革の論理』（こぶし書房、1971年）
- 『唯物史観と経済学』（こぶし書房、1973年）
- 『変革の哲学』（こぶし書房、1975年）
- 『中ソ代理戦争』（こぶし書房、1980年）
- 『二十世紀文明の超克』こぶし書房、1981年3月。NDLJP:12248242。
- 『革新の幻想』（こぶし書房、1981年）
- 『ソ連圏革命論ノート』こぶし書房、1984年12月。NDLJP:12248410。
- 『米ソ角逐』こぶし書房、1985年9月。NDLJP:11923421。
- 『ゴルバチョフ架空会談』（こぶし書房、1986年）
- 『ソ連のジレンマ』（こぶし書房、1987年）
- 『現代世界の動き－その捉え方』（こぶし書房、1989年）
- 『資本論入門』（こぶし書房、1989年）
- 『クレムリンのお家騒動』（こぶし書房、1989年）
- 『戦後主体性論ノート』（こぶし書房、1990年）
- 『ゴルパチョフの悪夢』（こぶし書房、1990年）
- 『Destruction of the Revolution』（解放社、1991年）
- 『What is Revolutionary Marxism?』（解放社、1991年）
- 『死滅するソ連邦』（こぶし書房、1991年）
- 『覺圓式アントロポロギー』（こぶし書房、1991年）
- 『覺圓　現実を読む』（こぶし書房、1992年）
- 『Gorbachev's Nightmare』（解放社、1991年）
- 『宇野経済学方法論批判』増補新版（こぶし書房、1993年）
- 『平和の創造とは何か』（こぶし書房、1993年）
- 『社会の弁証法』「社会観の探求」増補改題版（こぶし書房、1994年）
- 『労働運動の前進のために』（こぶし書房、1994年）
- 『賃金論入門』（こぶし書房、1994年）
- 『STALINIST SOCIALISM』（こぶし書房、1996年）
- 『PRAXIOLOGY』（こぶし書房、1998年）
- 『宇野学派の経済学』（こぶし書房、1998年）
- 『組織論の探求』（こぶし書房、1998年）
- 『場所の哲学のために（上・下巻）』（こぶし書房、1999年）
- 『黒田寛一初期セレクション（上・中・下巻）』（こぶし書房、1999年）
- 『政治判断と認識』（あかね図書、1999年）
- 『実践と場所　第一巻　実践の場所』（こぶし書房、2000年）
- 『Kuroda's Thought on Revolution』（あかね図書、2000年）
- 『実践と場所　第二巻　場所における実践』（こぶし書房、2000年）
- 『Engels' Political　Economy』（あかね図書、2000年）
- 『実践と場所　第三巻　場所の認識』（こぶし書房、2001年）
- 『Dialectic of Praxis』（あかね図書、2001年）
- 『On Organizing Praxis』（あかね図書、2001年）
- 『Studies on Marxism in Postwar Japan』（あかね図書、2002年）
- 『マルクス ルネッサンス』（あかね図書、2002年）
- 『黒田寛一歌集　日本よ！』（こぶし書房、2006年）
- 『変革的実践の主体性』（こぶし書房、2007年）
- 『ブッシュの戦争』（あかね図書、2008年）
- 『〈異〉の解釈学』（こぶし書房、2008年）
- 『組織現実論の開拓 第一巻 実践と組織の弁証法』（あかね図書、2008年）
- 『組織現実論の開拓 第二巻 運動＝組織論の開拓』（あかね図書、2009年）
- 『黒田寛一初期論稿集 第二巻 唯物弁証法・論理学』（こぶし書房、2009年）

### 著作集
- 『黒田寛一著作集』（全40巻）（KK書房、2020年 - ）
  1. 物質の弁証法
  2. 社会の弁証法
  3. プロレタリア的人間の論理
  4. スターリン主義哲学との対決
  5. マルクス主義の形成の論理
  6. 変革の哲学
  7. 場所の哲学の探求
  8. 実践と場所・第1巻 実践の場所（上）
  9. 実践と場所・第1巻 実践の場所（下）
  10. 実践と場所・第2巻 場所における実践（上）
  11. 実践と場所・第2巻 場所における実践（下）
  12. 実践と場所・第3巻 場所の認識（上）
  13. 実践と場所・第3巻 場所の認識（下）

### 共著
- （吉本隆明・埴谷雄高・梅本克己）『民主主義の神話』（現代思潮社、1960年）
- （吉本隆明・対馬忠行）『呪縛からの解放』（こぶし書房、1976年）

## 関連書籍
- 大久保そりや・長崎浩・降旗節雄『黒田寛一をどうとらえるか』（芳賀書店、1971年）
- 『指がひとつのかたまりとなって』（こぶし書房、1998年）
- 高知聰『孤独な探求者の歩み－評伝　若き黒田寛一』（現代思潮新社、2001年）
- 唐木照江他『黒田寛一のレーベンと為事』（あかね図書、2001年）
- 小金井堤桜子編『現代を生きる黒田寛一』（こぶし書房、2004年）